# Metanthemus aureus
Metanthemus aureus är en stekelart som beskrevs av Girault 1928. Metanthemus aureus ingår i släktet Metanthemus och familjen växtlussteklar. Inga underarter finns listade i Catalogue of Life.